# Negeri Baru (Bilah Hilir)
Negeri Baru is een bestuurslaag in het regentschap Labuhan Batu van de provincie Noord-Sumatra, Indonesië. Negeri Baru telt 3851 inwoners (volkstelling 2010).